# اصل طرد رقابتی
در بوم‌شناسی، اصل طرد رقابتی (به انگلیسی: competitive exclusion principle)
 که با نام قانون طرد رقابتی گاوس یا قانون گاوس نیز شناخته می‌شود اصلی در اشاره به دو گونه زیستی است که به دلیل استفاده از منابع غذایی مشترک نمی‌توانند همزیستی دائمی و مناسبی را داشته باشند؛ در این‌صورت، حتی با وجود ثابت ماندن سایر عوامل زیست‌محیطی، هنگامی‌که یکی از گونه‌ها حتی کوچک‌ترین مزیت و برتری را نسبت به گونهٔ دیگری داشته باشد، در دراز مدت تسلط خود را بر منابع مشترک افزایش داده و بر گونهٔ دیگر غلبه می‌کند. این رخداد ممکن است باعث انقراض گونهٔ مغلوب یا یک تغییر تکاملی و رفتاری به سمت کنامی دیگر شود.